# 巫山角蟾
巫山角蟾（学名：Boulenophrys wushanensis），一种分布于中国中西部地区地区的两栖动物，隶属于角蟾科布角蟾属。模式产地为重庆市巫山县平河乡庙堂村（原庙堂乡）。其种加词“wushanensis”意为“重庆市巫山县的”。

## 形态特征
巫山角蟾雄蟾体长33毫米，雌蟾体长38毫米左右。身体背面皮肤较光滑，呈红褐色，眼间具有三角形斑，背中有宽的“X”形酱色斑相连，斑纹边缘镶以浅色细纹；背部及四肢背面有红色小圆疣，四肢背面有黑纹；咽部及胸部为酱黑色，腹部和四肢腹面酱色，均被浅色细纹分成近圆形斑。

## 保护
本种于2023年被收录入《有重要生态、科学、社会价值的陆生野生动物名录》。